# 1156 Кіра
1156 Кіра (1156 Kira) — астероїд головного поясу, відкритий 22 лютого 1928 року.
Тіссеранів параметр щодо Юпітера — 3,636.